# Roland Wakolm
Roland Wakolm (* 1979) ist ein ehemaliger österreichischer Skispringer.

## Werdegang
Wakolm startete ab 1996 im Continental Cup (COC). Nachdem er in der Saison 1997/98 erste große Erfolge erzielen konnte, startete er am 17. Januar 1998 erstmals im Skisprung-Weltcup. Dabei sprang er bereits in seinem ersten Weltcup-Springen in Zakopane mit Platz 16 in die Punkteränge. In seinem zweiten und letzten Weltcup einen Tag später auf der gleichen Schanze blieb er mit Platz 39 jedoch erfolglos. In der Weltcup-Gesamtwertung konnte er mit den im ersten Springen gewonnenen 15 Weltcup-Punkten auf dem 74. Platz landen. Die Continental-Cup-Saison beendete er auf dem 13. Platz in der Gesamtwertung. In den folgenden Jahren blieben weitere Erfolge jedoch aus, so dass er nach der Saison 2001/02 seine aktive Skisprungkarriere beendete.

## Erfolge

### Continental-Cup-Siege im Einzel
| Nr. | Datum           | Ort      | Typ           |
| --- | --------------- | -------- | ------------- |
| 1.  | 16. August 1997 | Zakopane | Normalschanze |

## Statistik

### Weltcup-Platzierungen
| Saison  | Platz | Punkte |
| ------- | ----- | ------ |
| 1997/98 | 074.  | 015    |

### Continental-Cup-Platzierungen
| Saison  | Platz | Punkte |
| ------- | ----- | ------ |
| 1996/97 | 211.  | 019    |
| 1997/98 | 013.  | 488    |
| 1998/99 | 027.  | 378    |
| 1999/00 | 132.  | 070    |